# کوکی کازاما
کوکی کازاما (انگلیسی: Koki Kazama؛ زادهٔ ۱۹ ژوئن ۱۹۹۱) بازیکن فوتبال اهل ژاپن است.
از باشگاه‌هایی که در آن بازی کرده‌است می‌توان به باشگاه فوتبال لولیتانو و باشگاه فوتبال کاوازاکی فرونتال اشاره کرد.